# 메리 모스턴
메리 모스턴(Mary Morstan)은 아서 코넌 도일의 《셜록 홈즈 시리즈》의 등장인물로, 《네 개의 서명》 사건의 의뢰인이다. 이후 존 H. 왓슨의 부인이 된다.

## 다른 매체에서의 메리

### 텔레비전 드라마
영국 그라나다 TV가 제작한 《셜록 홈즈》에서 왓슨과 메리는 결혼하지 않는다. 마지막으로 메리는 베이커 가에서 떠나고 왓슨은 메리를 배웅하면서 '매력적인 여성이였어'라고 중얼거린다.
현대를 배경으로 한 BBC의 《셜록》에서는 시즌 3의 1화에서 처음 등장하였다. 메리의 존재는 죽음을 위장하고 귀환한 셜록을 당혹스럽게 했으나, 곧 셜록도 존과 메리의 결혼식에 참석하여 축사를 하였다.